# Scopula argillina
Scopula argillina là một loài bướm đêm trong họ Geometridae.